# Black River (rzeka na Jamajce)
Black River – rzeka na Jamajce, druga co do długości w kraju. Źródła znajdują się w górach Manchester . Przepływa przez obszary bagienne - Great Morass. Uchodzi do Morza Karaibskiego w mieście Black River.
Nazwa rzeki pochodzi z ciemnego zabarwienia pochodzącego z grubej warstwy rozkładającej się roślinności pokrywającej dno rzeki.

## Dopływy rzeki
- One Eye River;
- Smith River;
- Y.S. River[2]